# 比爾·韋爾德
威廉·佛洛伊德·「比爾」·韋爾德（英語：William Floyd "Bill" Weld；1945年7月31日—），是一名美國律師、商人與政治人物，曾在1991年至1997年擔任第68任馬薩諸塞州州長，在2016年美國總統選舉中以自由意志党身份成為美国副总统候選人。並於2020年總統候選人中以共和黨與包含時任總統川普在內競逐共和黨總統候選人。
他是自由意志共和黨人，1981年至1986年擔任美國麻薩諸塞聯邦地區法院聯邦檢察官，後於1986年至1988年出任美國刑事司檢察長。
1990年韋爾德參與馬薩諸塞州州長選舉當選，並任職州長到1997年。其中1994年以馬薩諸塞州歷史上最大票數差距連任，又在1996年參選美國參議院但失敗。1997年他辭去州長職位，以接受時任總統比爾·克林頓任命其為美國駐墨西哥大使，不過由於受社會保守主義的參議院外交委員會主席傑西·亞歷山大·赫爾姆斯反對，他被剝奪出席外交關係委員會聽證會，並撤回他的提名。
2024年9月18日，比爾·韋爾德在一封公開信中與其他111名前共和黨政客表態支持賀錦麗競選2024年美國總統選舉。

## 外部連結
- 加里·約翰遜 / 威廉·韋爾德2016年總統競選網站
- C-SPAN內的頁面（英文）
- USA Today interview July, 2000 （页面存档备份，存于）
- Clinton Impeachment testimony （页面存档备份，存于）
- NACDL Notes on the Kevin White investigation